# Ernesto Bellandi
Ernesto Bellandi (Firenze, gennaio 1842 – Sesto Fiorentino, 1916) è stato un pittore, decoratore e illustratore italiano noto soprattutto per i suoi affreschi.

## Biografia
Si formò all'Accademia di belle arti di Firenze. In seguito, quando gli fu offerta una cattedra a Urbino, accettò di decorare la casa di un falsario di monete venendo quindi truffato per il compenso senza valore ricevuto. Continuò a lavorare come decoratore a Firenze, dipingendo ninfe, sfingi, satiri e altre figure mitologiche.
Tra il 1871 e il 1872, Bellandi affrescò alcune lunette a villa Oppenheim, dopodiché si trasferì a Bastia, in Corsica, per continuare ad esercitarsi. Nell'estate del 1873, si recò in Bassa Austria, dove realizzò sei grandi affreschi, celebrati all'epoca, ma oggi perduti. Nel 1875, dipinse un soggetto a tempera a Roma raffigurante l'Incontro di Cesare e Cleopatra. Rientrò a Bastia nel 1877, dove lavorò alle volte del nuovo teatro Civico, dipingendo una serie di figure volanti. Nell'anno 1880, si recò a Catania per decorare la cupola centrale della volta del teatro Massimo, dove ritrasse un'apoteosi di Vincenzo Bellini circondato dalle Muse, rappresentato in piedi con una penna nella mano destra e qualche foglio di musica nella sinistra. Il fregio circostante fu contornato da putti e soggetti a tema tratti da alcune opere del compositore catanese. Sembra che i giornali locali misero in dubbio la qualità del lavoro, imbarazzando sensibilmente Bellandi, che diede incarico di cancellare il suo nome.

Nel 1884 dipinse la volta  di una grande sala di una residenza privata. In alcuni fotogrammi sono stati scritti i versi di Ariosto, e di personaggi femminili forti provenienti da vari romanzi come Lucia di Manzoni, Tecla da Wallenstein della trilogia di Schiller; Esmeralda del Gobbo di Notre Dame, da Hugo, e la Ines di Camoens. Sempre a Catania affrescò nel 1908 il grande salone da ballo del Palazzo Manganelli.
Prese parte ai decori degli ambienti interni della Stazione di Livorno San Marco.
Nella cappella della famiglia dei fratelli Orlando, nel cimitero comunale di Livorno, Bellandi dovette adoperarsi nella realizzazione di un soggetto non religioso. I suoi clienti vollero vedere rappresentata la loro causa volontaria a favore del lavoro. Bellandi dipinse due grandi figure allegoriche, in lontananza, la costruzione di una nave in ferro e lo sciame di lavoratori che illustrano il motto: In labore virtus.

Sempre a Livorno, all'inizio del Novecento lavorò alle maioliche dello stabilimento termale Acque della Salute.

## Opere
- XIX secolo, Ave Stella Maris, dipinto, opera documentata nella chiesa dell'Immacolata di Priolo Gargallo.